# Ashley Eckstein
Maria Ashley Eckstein, født Drane 22. september 1981, krediteret som Ashley Eckstein eller Ashley Drane, er en kvindelig amerikansk skuespiller og dubber, der er kendt som fast medvirkende i Blue Collar TV og for at lægge stemme til Ahsoka Tano i tegnefilmserierne Star Wars: The Clone Wars and Star Wars Rebels. Hun har også haft mindre roller som Alicia i filmen Sydney White og Ms. Cole i filmen Alice Upside Down, begge fra 2007, og en fast rolle som Muffy i tv-serien That's So Raven.